# Rumo à Copa
Rumo à Copa foi um programa esportivo produzido e exibido pela Rede Globo desde 08 de abril de 2014. Exibido nas madrugadas de segunda para terça-feira logo após o Jornal da Globo, era apresentado por Cris Dias e Fernanda Gentil.

## Sinopse
Foi uma espécie de "aquecimento" para a Copa do Mundo de 2014, baseado no Passaporte África, exibido antes da Copa do Mundo de 2010 e no Central da Copa. Apresentava curiosidades e estatísticas das 32 seleções que disputaram o torneio no Brasil, além de trazer histórias da competição e convidados especiais 